# Walton (Cheshire)
Walton is een civil parish in het bestuurlijke gebied Warrington, in het Engelse graafschap Cheshire met 1.594 inwoners.